# ウィリアム・デハート・ハバード
ウィリアム・デハート・ハバード (William DeHart Hubbard、1903年11月25日 - 1976年6月23日)は、アメリカ合衆国の男子陸上競技選手。1924年パリオリンピックの走幅跳で金メダルを獲得。アフリカ系アメリカ人初のオリンピック個人種目の金メダリストとなった。

## 経歴
デハート・ハバードはミシガン大学在学時代、全米大学選手権を3度制覇（走幅跳（1923年、1925年）、100ヤード（1925年））。ビッグ・テン・カンファレンスでも延べ7種目を制覇。全米選手権においても、走幅跳で、1922年から1927年まで6連覇。三段跳でも1923年、1924年と連覇している。また1925年には走幅跳で7.89mの世界新記録を樹立。1926年には、100ヤード走で9.6秒の世界タイ記録を樹立。また、1927年には走幅跳で7.98mの記録を出したが、踏切板が着地点より1インチ高い位置にあったことから世界記録として公認されなかった。
引退後は連邦住宅局に勤務した。